# ピーテル・ラストマン
ピーテル・ラストマン（Pieter Lastman, 1583年 - 1633年）は、オランダの画家。レンブラントやヤン・リーフェンスの師匠としても知られている。 宗教画、歴史画、寓意画を残している。

## 生涯
アムステルダムの役所の職員の息子に生まれるが、1578年にアムステルダムの実権をカトリック教徒からプロテスタント教徒が奪った時に、父親はカトリックのままでいたために解雇されることになった。母親は美術品の鑑定家として知られていた。音楽家のヤン・ピーテルスゾーン・スウェーリンクの弟であるアムステルダムの画家のヘーリット・スウェーリンク(1566-1612?)の弟子になった。1602年から1606年の間はイタリアで修行し、パオロ・ヴェロネーゼやカラヴァッジョ、アダム・エルスハイマーの作品に影響を受けた。アムステルダムに戻った後はそれまでと違って、光と影の強いコントラストを用い、ドラマ性を強調するスタイルに変わっていった。
アムステルダムに戻った後母親と暮らし、デンマーク王のクリスチャン4世から絵の注文を受けるなど高い評価を受けた。 ヤン・リーフェンスはラストマンのもとで2年間修業し、18歳のレンブラント・ファン・レインはラストマンのもとで半年ほど修行した。その他の弟子にはバルトロメウス・ブレーンベルフ(Bartholomeus Breenbergh)や弟のニコラース・ラストマン(Nicolaes Lastman)らがいる。詩人、劇作家のブレーデロー(Gerbrand Adriaensz. Bredero)の妹と結婚の約束をしたとされるが未婚のままであった。1632年に病気になり弟の家に移り、そこで亡くなった。

## ギャラリー

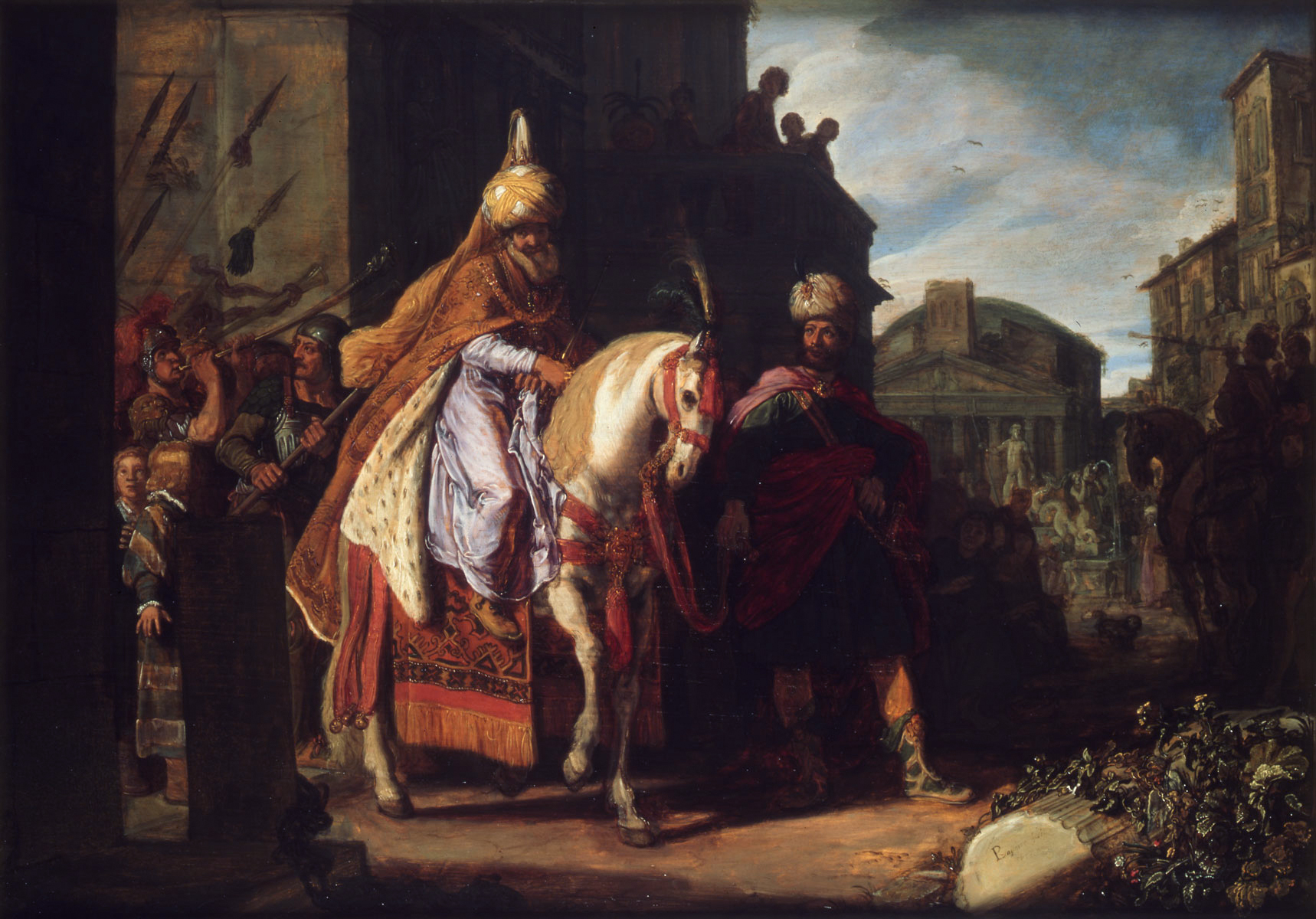
『モルデカイの勝利』 1624年、レンブラントハイス美術館、アムステルダム
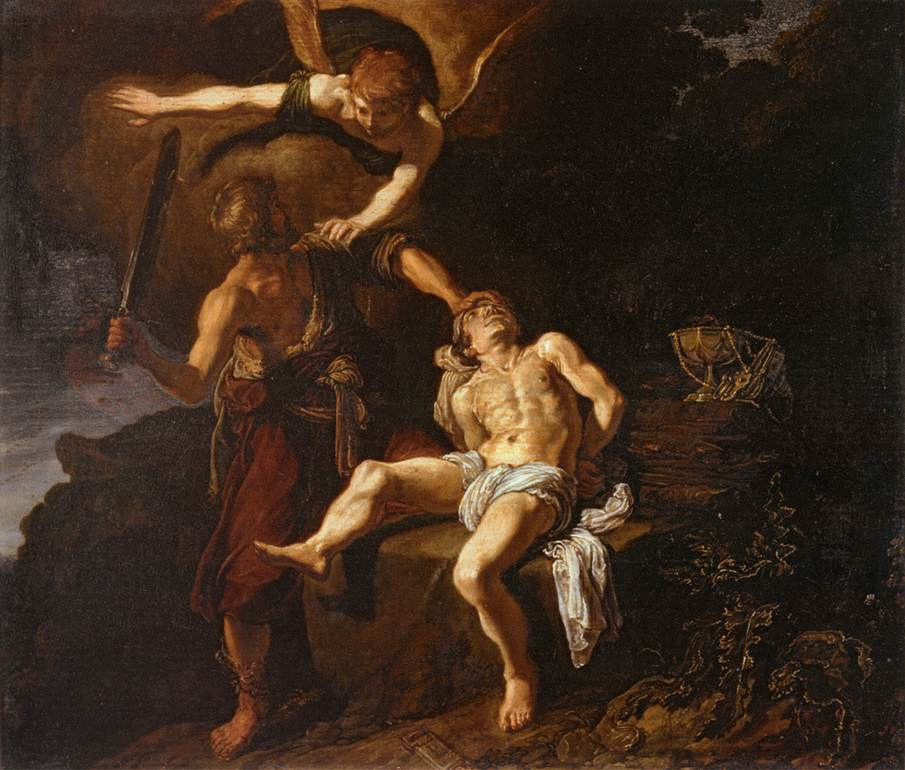
『イサクを捧げようとするアブラハムを止める主の天使』 1616年、ルーブル美術館、パリ
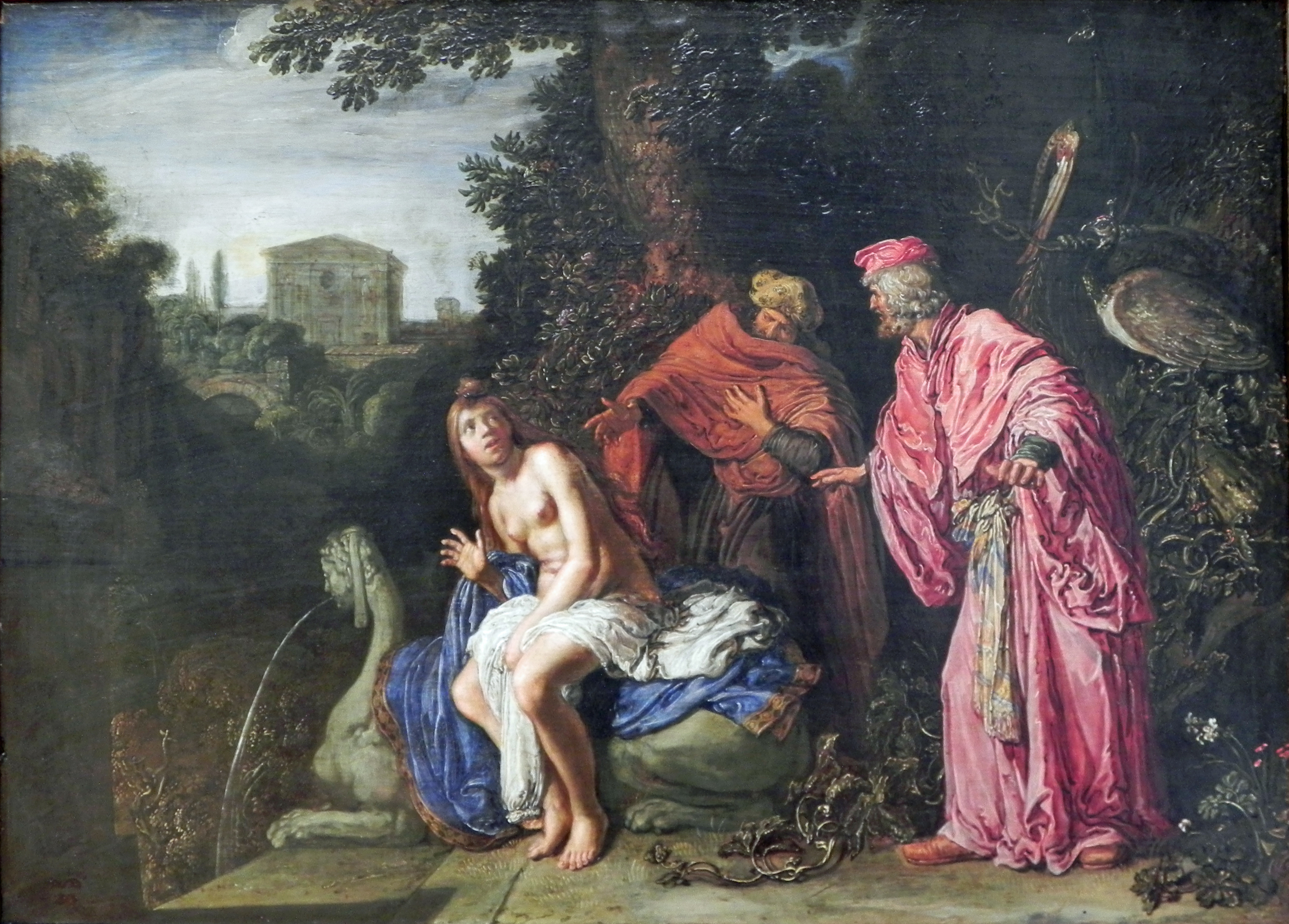
『スザンナと長老たち』 1614年、絵画館 (ベルリン)
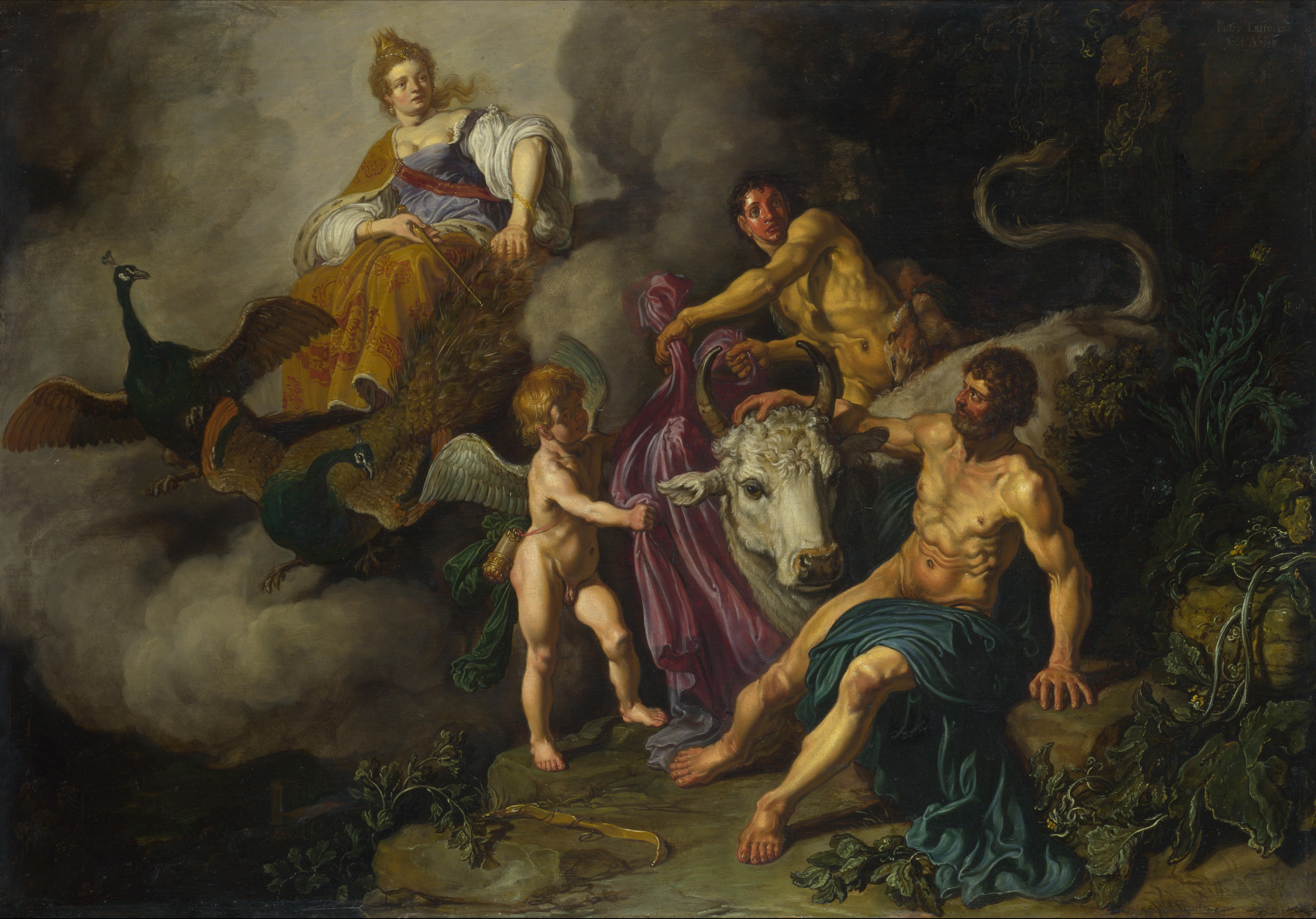
『イオといるユピテルを発見するユノ』 1618年、ナショナル・ギャラリー (ロンドン)
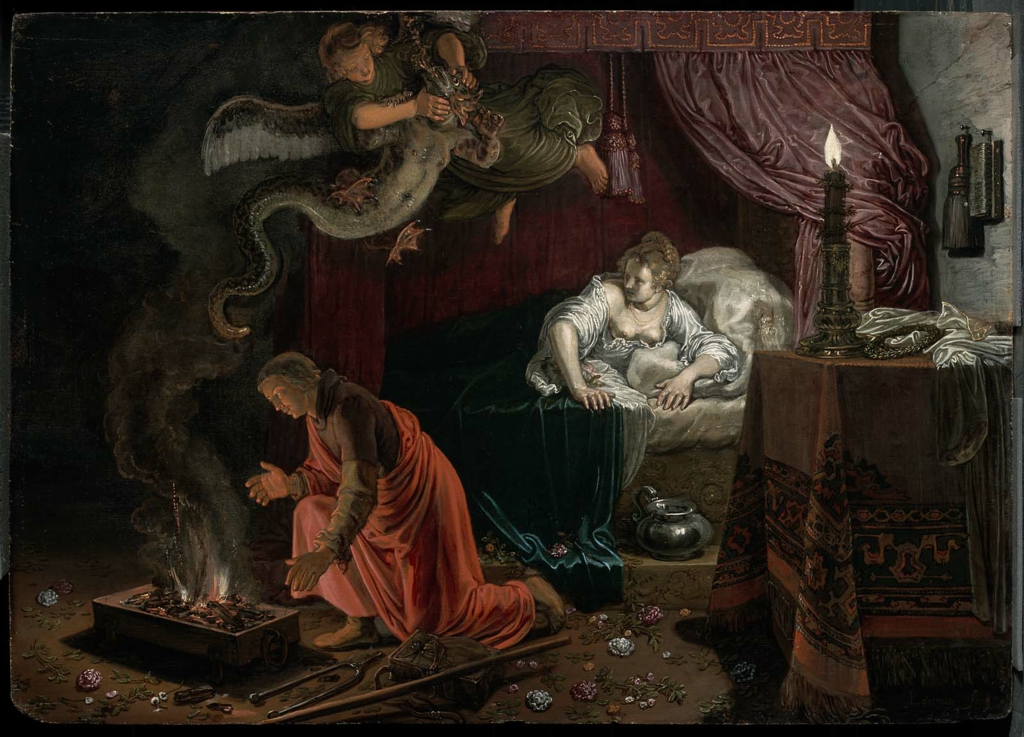
『トビアとサラの結婚初夜』1611年、ボストン美術館